# Eremophila fraseri
Eremophila fraseri är en flenörtsväxtart som beskrevs av Ferdinand von Mueller. Eremophila fraseri ingår i släktet Eremophila och familjen flenörtsväxter. Inga underarter finns listade i Catalogue of Life.